# Царе на Тива
Списък на царете на Древна Тива в Беотия
в древногръцката митология.
- Калидън. Син на Уран и основател на Тива.
- Огиг. Цар на Тива и Атина преди наводнението.
- Кадъм, 15 век пр.н.е. Брат на Европа и възстановител на Тива след наводнението.
- Пентей. Син на Ехион и Агава, дъщерята на Кадъм и Хармония.
- Полидор. Вуйчо на Пентей. Син на Кадъм и Хармония.
- Никтей (регент на Лабдак). Тъст на Полидор. Баща на съпругата му Никтеида и дядо на сина му Лабдак.
- Лик (регент на Лабдак). Брат на Никтей.
- Лабдак. Син на Полидор и Никтеида.
- Лик (регент на Лай). Убит от Амфион и Зет.
- Амфион и Зет. Синове на Зевс и Антиопа, дъщерята на Никтей и Поликсо.
- Лай. Син на Лабдак.
- Едип. Син на Лай и Йокаста.
- Креон (регент на Етеокъл & Полиник). Правнук на Пентей.
- Етеокъл & Полиник. Синове на Едип и Йокаста.
- Креон (регент на Лаодамант). Брат на Йокаста.
- Лаодамант. Син на Етеокъл.
- Терсандър. Братовчед на Лаодамант. Син на Полиник и Аргия
- Пенелей (регент на Тисамен)
- Тисамен
- Автесион
- Дамасихтон. Внук на Пенелей.
- Птолемей. Син на Дамасихтон.
- Ксант. Син на Птолемей.

Царици на Тива:
- Хармония, съпруга на Кадъм
- Никтеида, съпруга на Полидор
- Йокаста, съпруга/майка на Едип
- Ино, дъщеря на Кадъм
- Ниоба, съпруга на Амфион
- Ретрея, майка на Орион